# Florian Menz (Sprachwissenschaftler)
Florian Menz (* 13. Juli 1960 in Bozen, Südtirol; † 30. Juni 2017 in Wien) war ein italienischer Sprachwissenschaftler und Professor für Sprachwissenschaften an der Universität Wien.

## Leben
Florian Menz wurde 1960 in Bozen geboren und besuchte dort die Grundschule und das Gymnasium (Franziskanergymnasium). Nach der Matura (abgelegt mit der höchstmöglichen Punktezahl) studierte er Allgemeine und Angewandte Sprachwissenschaft und Soziologie an der Universität Wien und an der Freien Universität Berlin. 1984 schloss er das Diplomstudium, 1989 das Doktoratsstudium jeweils mit Auszeichnung ab. Ab 1984 lehrte er an der Universität Wien und betreute zahlreiche Diplomarbeiten und Dissertationen. Gleichzeitig war er über zwanzig Jahre in der LehrerInnenfortbildung für unterschiedliche Institutionen tätig und etablierte sich in verschiedenen (auch interdisziplinären) Forschungsprojekten als Experte im Feld der angewandten Linguistik insbesondere im Bereich der Soziolinguistik. 1999 habilitierte sich Menz und wurde daraufhin zum Außerordentlichen Universitätsprofessor für Angewandte Sprachwissenschaft an der Universität Wien ernannt. Seit 2014 war Menz Institutsvorstand des Instituts für Sprachwissenschaft der Universität Wien. Bis zuletzt war er in dieser Position tätig.

## Wissenschaftliche Forschungs- und Publikationstätigkeit
Menz' Forschungsinteressen lagen unter anderem im Bereich der organisationalen und institutionellen Kommunikation, insbesondere im Bereich der medizinischen Kommunikation, und der Kommunikation in Wirtschaftsunternehmen. In den 1980er und 1990er Jahren forschte er (u. a. gemeinsam mit Ruth Wodak) im Kontext der Wiener Kritischen Diskursanalyse zum gesellschaftlichen und politischen Diskurs in Österreich. Seine Schwerpunkte waren „Sprache und Ideologie“ und „Sprache und Macht“, „Sprache und Vorurteil“ und der sprachenpolitische Umgang mit Minderheiten. Mit seiner Dissertationsschrift zur Arzt-Patient-Kommunikation legte er ein grundlegendes Werk zur Erforschung der Arzt-Patient-Beziehung und erlangte dadurch Bekanntheit über die Grenzen seines Forschungsgebiets hinaus.
Menz leitete zahlreiche, oft interdisziplinäre Forschungsprojekte zu medizinischer und Gesundheitskommunikation (u. a. Arzt-Patient-Kommunikation, Schmerzkommunikation, Migration und medizinische Kommunikation, Kommunikation und Psychiatrie) und entwickelte mit seinem Forschungsteam die Online-Forschungsdatenbank zur Arzt-Patient-Interaktion (APO-on©). 1984–2016 etablierte er den Forschungsschwerpunkt „Medizinische Kommunikation“ am Institut für Sprachwissenschaft der Universität Wien. Als Experte auf den Gebieten der organisationalen und institutionellen Kommunikation war er unter anderem als Berater für das nationale Forschungs- und Planungsinstitut Gesundheit Österreich GmbH (GÖG) tätig. Darüber hinaus war Florian Menz als Vortragender im universitären und außeruniversitären Umfeld aktiv und betätigte sich zuletzt in der Fort- und Weiterbildung von Psychiatern.

## Preise und Stipendien
- 1989 Pharmig Preis der Österreichischen Ärztekammer für das Projekt „Alltag in der Ambulanz“
- 1996 Forschungsstipendium der Alexander-von-Humboldt Stiftung (Bonn) an der Universität Hamburg

## Publikationen (Auswahl)
Eine vollständige Publikationsliste findet sich in der Festschrift zu seinem Andenken.

### Monografien und Co-Publikationen
- mit Heinz K. Stahl: Handbuch Stakeholderkommunikation. Überzeugende Sprache in der Unternehmenspraxis. 2. Aufl. Berlin 2014. ISBN 978-3-503-15607-8.
- mit Johanna Lalouschek, Marlene Sator, Karin Wetschanow: Sprechen über Schmerzen. Duisburg 2010. ISBN 978-3-11-020548-0.
- mit Johanna Lalouschek, Andreas Gstettner: Effiziente ärztliche Gesprächsführung. Optimierung kommunikativer Kompetenz in der ambulanten medizinischen Versorgung. Ein gesprächsanalytisches Trainingskonzept. Münster 2008.
- Selbst- und Fremdorganisation im Diskurs. Interne Kommunikation in Wirtschaftsunternehmen. Wiesbaden 2000. ISBN 978-3-8258-1065-8.
- mit Ruth Wodak, Richard Mitten, Frank Stern: Die Sprachen der Vergangenheiten. Öffentliches Gedenken in österreichischen und deutschen Medien. Frankfurt am Main 1994. ISBN 978-3-518-28733-0.
- Der geheime Dialog. Medizinische Ausbildung und institutionalisierte Verschleierungen in der Arzt-Patient-Kommunikation. Eine diskursanalytische Studie. Frankfurt am Main 1991a. ISBN 978-3-631-43259-4.
- mit Johanna Lalouschek, Ruth Wodak: »Alltag in der Ambulanz«. Gespräche zwischen Ärzten, Schwestern und Patienten. Tübingen 1990. ISBN 978-3-8233-4420-9.
- mit Johanna Lalouschek, Wolfgang Dressler: »Der Kampf geht weiter.« Der publizistische Abwehrkampf in Kärntner Zeitungen seit 1918. Eine sprachwissenschaftliche Analyse von Vorurteilen und Feindbildern. Klagenfurt 1989. ISBN 978-3-85435-116-0.
- mit Ruth Wodak, Benedikt Lutz: Helmut Gruber: Die Sprache der »Mächtigen« und »Ohnmächtigen«. Der Fall Hainburg. Eine sozio- und textlinguistische Analyse. Wien 1985.

### Aufsätze und Papers
- mit Patrick Frottier: Psychiatrische Beratung. Das psychiatrische Erstgespräch oder: Wie komme ich zu einem Zweitgespräch. In: Ina Pick (Hrsg.): Beraten in Interaktion: Eine gesprächslinguistische Typologie des Beratens, S. 139–162. Bern et al. 2017.
- mit Luzia Plansky: Kommunikationstrainings auf diskursanalytischer Basis für ÄrztInnen? In: Peter Anreiter, Elisabeth Mairhofer & Claudia Posch (Hrsg.): Argumenta. Festschrift für Manfred Kienpointner zum 60. Geburtstag, S. 295–308. Wien 2015.
- mit Regina Geisler: Kommunikation mit Schmerzpatienten. In: Armin Koerfer & Christian Albus (Hrsg.): Kommunikative Kompetenz in Klinik und Praxis. Ein Lehrbuch zur Theorie, Didaktik, Empirie und Evaluation der ärztlichen Gesprächsführung, 1650–1670. Mannheim 2015.
- mit Marlene Sator, Peter Nowak: Verbesserung der Gesprächsqualität in der Krankenversorgung. Praxismodelle und Entwicklungsinitiativen – Ergebnisbericht. Wien 2015.
- Constructing unity and flexibility in uncertain business environments: demands on and challenges for the people inside. In: Bylok, Felicijan; Cichobłaziński, Leszek (Hrsg.): The role of Human Capital in Knowledge based management. Częstochowa: S. 162–171. 2012.
- Zum Vergleich von ärztlichen Konsultationen zu Kopfschmerzen bei gedolmetschten und nicht gedolmetschten Gesprächen. In: Florian Menz (Hrsg.): Migration und medizinische Kommunikation. Wien 2012.
- Doctor-patient communication. In: Wodak, Ruth; Johnstone, Barbara; Kerswill, Paul (Hrsg.): The Sage Handbook of Sociolinguistics. London: S. 330–344. 2011.
- Ärztliche Gespräche mit PatientInnen mit geringen Deutschkenntnissen. In: Michael Peintinger (Hrsg.): Interkulturell kompetent. Ein Handbuch für Ärztinnen und Ärzte. Wien. Facultas: S. 225–236. 2011.
- mit Ali Al-Roubaie: Interruptions, status, and gender in medical interviews: The harder you brake, the longer it takes. In: Discourse & Society 19 (5), S. 645–666. 2008.
- “The languages of the pasts”: on the re-construction of a collective history through individual stories. In: Wodak, Ruth; Martin, James (Hrsg.): Re/Reading the Past. Amsterdam: S. 139–175. 2003.
- mit Julia Vodopiutz, Sabine Poller, Barbara Schneider, Johanna Lalouschek: Chest pain in hospitalized Patient: Cause specific and gender-specific differences. In: Journal of Women’s health & gender based Medicine. Vol. 11, No. 8: S. 1–9. 2002.
- Self-organisation, Equivocality, and Decision-making in Organisations. In: Discourse and Society 10/1: S. 101–129. 1999.

### Herausgeberschaft
- Migration und Medizinische Kommunikation: Linguistische Verfahren der Patientenbeteiligung und Verständnissicherung in ärztlichen Gesprächen mit MigrantInnen. Göttingen 2013, ISBN 978-3-89971-940-6.
- mit Rudolf de Cillia, Helmut Gruber, Michał Krzyzanowski: Diskurs, Politik, Identität/Discourse, Politics, Identity. Festschrift für Ruth Wodak. Tübingen 2010, ISBN 978-3-86057-669-4.
- mit Andreas P. Müller:  Organisationskommunikation. Grundlagen und Analysen der sprachlichen Inszenierung von Organisation. München 2008, ISBN 3-86618-286-4.
- mit Helmut Gruber und Oswald Panagl: Sprache und politischer Wandel. Bruchlinien und Zäsuren im öffentlichen Diskurs der Neunziger Jahre. Frankfurt 2003, ISBN 978-3-631-51021-6.
- mit Helmut Gruber: Interdisziplinarität in der Angewandten Sprachwissenschaft: Methodenmenü oder Methodensalat? Bern 2001, ISBN 978-3-631-36531-1.
- mit Dieter Halwachs: Roma in Österreich. Klagenfurt 1999.
- mit Ruth Wodak: Sprache in der Politik – Politik in der Sprache. Analysen zum öffentlichen Sprachgebrauch. Klagenfurt 1990, ISBN 978-3-8382-0466-6.